# 사랑은 죽음보다 차갑다
사랑은 죽음보다 차갑다(Love Is Colder Than Death, Liebe Ist Kalter Als Der Tod)는 서독에서 제작된 라이너 베르너 파스빈더 감독의 1969년 영화이다. 피터 베링 등이 주연으로 출연하였고 피어 라벤 등이 제작에 참여하였다.

## 출연

### 주연
- 피터 베링

### 조연
- 잉그리드 카벤
- 라이너 베르너 파스빈더
- Wolfgang Gmoch

## 제작진
- 미술: 라이너 베르너 파스빈더
- 미술: 울리 롬멜